# Список царей Картли-Кахетии
Картли-Кахетинское царство, появившееся в результате слияния Кахетинского и Картлийского царств, было основано кахетинским царём Ираклием II в 1762 году. Правящей династией в государстве стала Багратиони, а первым монархом — сам Ираклий II.
Вскоре после смерти в 1798 году второго царя Картли-Кахетии, Георгия XII, на престол взошёл его сын Давид XII, однако российский император Павел I выступил против этого шага, 18 января 1801 года издав указ о присоединении Грузии к России. В июне того же года, уже при императоре Александре I, он был приведён в исполнение.
| Портрет | Имя                          | Дата рождения   | Дата смерти     | Начало правления | Окончание правления |
| ------- | ---------------------------- | --------------- | --------------- | ---------------- | ------------------- |
|         | Ираклий II груз. ერეკლე II   | 7 ноября 1720   | 11 января 1798  | 8 января 1762    | 11 января 1798      |
|         | Георгий XII груз. გიორგი XII | 10 октября 1746 | 28 декабря 1800 | 11 января 1798   | 28 декабря 1800     |
|         | Давид XII груз. დავით XII    | 1 июля 1767     | 13 мая 1819     | 28 декабря 1800  | 18 января 1801      |